# Bojnice
Bojnice (Ungerska:Bajmóc), (Tyska: Weinitz) är en stad i centrala Slovakien vid floden Nitra och nära staden Prievidza. 2005 hade staden 4 983 invånare. Bojnice är mest känd för sina historiska sevärdheter. Det äldsta zoo och de äldsta spaet i Slovakien ligger där. Staden är byggd runt och nedanför det gamla och välbesökta Bojnice slott. Flera internationella filmer har spelats in i slottet och festivaler äger rum i slottet varje år.

## Geografi
Staden ligger vid floden Nitra vid Strážovbergen. Staden ligger mycket nära staden Prievidza (4 kilometer) och delar lokaltrafik med varann. Andra stora städer som ligger nära till Bojnice är Žilina i norr (60 kilometer) och Trenčín i väst (65 kilometer).

## Historia
Stadens historia är starkt kopplad till Bojnice slott, som har nämnts sedan år 1113. Staden har haft stadsprivilegier sedan 1366.

## Demografi
Enligt folkräkningen från 2001 bodde 5 006 invånare i staden, varav 97,06 procent var slovaker, 0,68 procent tjecker och 0,24 procent tyskar. 74,55 procent tillhör Romersk-katolska kyrkan, 19 procent sade sig inte tillhöra någon religiös grupp och 2 procent tillhörde olika Lutherska kyrkor.

## Kända personer från Bojnice
- Karina Habšudová, tennisspelare
- Miloslav Mečíř, tennisspelare, OS-vinnare
- Miroslava Vavrinec, tennisspelare
- Andrej Sekera, ishockeyspelare
- Zuzana Paulechová,  pianist
- Antonia Liskova, italiensk modell
- Erika Pochybova Johnson, artist

## Vänorter
- Jeseník, Tjeckien
- Bad Krozingen, Tyskland
- Rosta, Italien